# かるた小町
『かるた小町』（かるたこまち）は2008年2月11日にフジテレビ系列（関東・関西地域のみ…東海地域では2月18日昼に放送）で「P&Gパンテーンドラマスペシャル」として放映されたスペシャルドラマ。放送時間は15:57-16:53。提供は番組タイトルにあるP&Gである。関東地域での視聴率は6.0%
「パンテーンドラマスペシャル名作選」として2010年3月12日にBSフジで再放送。

## 概要
平安貴族に憧れ、学校の茶室で独りで過ごすのが好きな茶道部の主人公小倉こまちが、競技かるた大会の学校代表に選ばれる。同じく代表に選ばれたバドミントン部の潮崎アリサとはじめは対立しつつも、ともに優勝を目指すうちに友情を深めていく青春コメディ。
主演の二人は同学年という設定だが、夏帆の方が南沢奈央より一歳下である。また「パンテーン」が女性用ヘアケア用品のブランドであることから、本来なら髪の長い若手女優が主演という慣例がある中、髪の短い南沢奈央も主演扱いにされた。

## 出演
小倉こまち - 夏帆
茶道部（部員1人）。和歌を読むのが趣味。授業をさぼり茶室に半ば住んでいるため茶室ニートと呼ばれている。
潮崎アリサ - 南沢奈央
バドミントン部員。かなりの腕前で動体視力に優れているが、協調性に欠ける性格で周囲から孤立している。
平岡頼道 - 戸次重幸
こまちとアリサをかるた大会代表に選んだ教諭。理由は「二人合わせてオグシオだから」と言っているが・・・？　何かというと櫛で自慢の髪をとかす。
菅原友則 - 渡部豪太
こまちとアリサの先輩。宮司の息子で競技かるたに精通しており、2人のコーチとして指導する。
一条右京 - 奈津子
こまちとアリサがかるた大会で対戦する双子の姉。山の手言葉を使うセレブ姉妹。アリサのバドミントンのライバル。
一条左京 - 亜希子
こまちとアリサがかるた大会で対戦する双子の妹。山の手言葉を使うセレブ姉妹。アリサのバドミントンのライバル。
エリ - 上野真未、松永かなみ、まなみ - 松尾寧夏
アリサが所属するバドミントン部の部員。アリサの事をバカにしている。
牛山 - 大川雅大
バドミントン部の男子部員。オグシオの写真集を持ち歩いている。
坂本多鶴子 - 西川風花
こまちが所属する茶道部の先輩。こまちが1年生の時、坂本は3年生の為すでに卒業している。
応援団 - 高橋聖一、堀広希、四家聡、日向寺雅人

## スタッフ
- 脚本：栗原鞠記
- 音楽：白石めぐみ
- プロデュース：関谷正征（フジテレビ）
- 演出：川村泰祐（フジテレビ）

## 主題歌
- HY 「トゥータン」